# لوبون
بلدية لوبون (بالإسبانية: Lobón)‏, هي إحدى بلديات مقاطعة بطليوس, التي تقع في منطقة إكستريمادورا, والتي تقع في غرب إسبانيا.
يبلغ عدد سكانها 2.666 نسمة وفقاً لإحصائية سنة (2002).

## أعلام
- دافيد أجودو